# 羊臼河站
羊臼河站是一个成昆铁路元昆段上的乘降所，位于云南省楚雄彝族自治州牟定县安乐乡羊旧村，建于1970年，邮政编码为675503。车站北上距攀枝花站131公里，成都站880公里，南下距广通站67公里，昆明站220公里。该站是成昆铁路牟定县境内唯一的车站，办理元谋西与昆明间普慢列车的旅客乘降（原攀枝花至昆明列车，2019年10月9日至2020年1月20日曾停办），在2011年羊臼村通公路之前，本站是当地村民外出的唯一方式，部分当地居民将自家种植的蔬菜运往元谋售卖。本站不办理货运业务。
羊臼河站内原设有3条股道，站舍总面积4500平方米:398。车站隶属中国铁路昆明局集团广通车务段管辖，原为四等站，2020年初拆除侧线改建为乘降所。车站南下昆明方向有六渡河展线。